# Hernán Somerville
Hernán Guillermo Somerville Senn (Santiago, 11 de febrero de 1941) es un abogado, empresario y dirigente gremial chileno. 
Fue presidente de la Asociación de Bancos e Instituciones Financieras (Abif) entre 1993 y 2011, y presidente de la Confederación de la Producción y del Comercio (CPC), la principal organización empresarial de Chile, entre los años 2004 y 2006, siendo el primer líder de la multigremial surgido de la banca, la única rama no productiva de la entidad.
En el plano empresarial ha incursionado con su familia en negocios que ya suman un diversificado portafolio de inversiones, desde gastronomía y finanzas, hasta inmobiliario y tecnología.

## Primeros años
De ascendencia suiza e inglesa, de niño vivió en la comuna de Providencia de la capital, donde sus abuelos se dedicaban al negocio panadero. Su madre, separada y con tres hijos más, manejaría después una paquetería donde vendería lanas, hilos y ropa de bebé, entre otras cosas, en la misma comuna. Su padre, un empleado de Copec sin título profesional, falleció en un accidente cuando Somerville tenía apenas once años.
Apoyado económicamente por otros miembros de su familia, estudió en el Trewhela's School y luego en el Instituto de Humanidades Luis Campino, siempre en Santiago. Posteriormente ingresó a la carrera de derecho en la Universidad de Chile, donde se tituló en 1967. Es de religión católica.

## Experiencia internacional
Tras alcanzar el grado académico, partió con una beca del Programa Fulbright a los Estados Unidos, primero a Yale y luego a Nueva York, donde se especializó en derecho comparado. Tras esto se incorporó al estudio de abogados Dewey, Ballantine, Bushby, Palmer & Wood, de Nueva York.
En el país del norte, Somerville conoció a Cecilia Verónica Barbosa, una estudiante chilena de literatura, nieta del general balmacedista Orozimbo Barbosa, con la que al tiempo se casó. Con ella tuvo tres hijos: Sebastián, Pamela y Verónica.
En 1969 fue contratado por Adela Investment Co., partiendo a Lima (Perú), donde vivió hasta 1975. En esa compañía trabajó como abogado, pasando después al área de negocios en crisis, en varios países de América Latina.
Entre 1975 y 1981, vivió con su familia en Venezuela, donde manejó una infinidad de proyectos: el mayor hato ganadero con 60 000 hectáreas en el Orinoco, la mayor multitienda de Caracas, fábricas de tuberías, alfombras y cementerios.

## De vuelta en Chile

### Negociador de la deuda externa
En 1981 volvió a Chile por encargo de Adela, entidad a la que renunció a fines del año siguiente. Decidió entonces asociarse con Roberto Guerrero, Guillermo Mackenna, Carlos Olivos y Tomás Müller en un estudio de abogados, pero en el espacio de tiempo en que se gestaba este vínculo, el propio Olivos, que era fiscal del Banco Central (BC) de su país, lo llamó para que lo ayudara con sus labores.
En dicha institución cobró notoriedad nacional, primero como asesor y, después, como negociador internacional de la deuda externa de su país, entonces gobernado por el dictador Augusto Pinochet. En ese contexto, colaboró, estrechamente, con las administraciones de los ministros de Hacienda Carlos Cáceres, Luis Escobar y Hernán Büchi.
A fines de 1988 decidió hacer un nuevo giro en su vida profesional, al renunciar al BC, una vez renegociada la deuda, y crear Fintec, su propia empresa de inversiones, con la que tomó contacto con el sector bancario y, más específicamente, con la entidad gremial que lo representa.

### Empresario y líder gremial
En 1989 se incorporó como director al Banco O'Higgins, controlado por el grupo local Luksic.
Tres años después, en su calidad primer vicepresidente de la Abif, fue elegido integrante de la junta directiva de la Federación Latinoamericana de Bancos (Felaban). En abril de 1993, pasó a la presidencia de la Abif, actividad que en lo sucesivo combinaría con su participación en directorios de empresas, como Cristalerías de Chile, CorpBanca, Enersis, Viña Santa Rita, Megavisión, Marinsa, Inacap y Forestal Neltume Carranco.
En diciembre de 2004 se alzó, por estrecho margen, como ganador de las elecciones convocadas para liderar la CPC durante el último año del Gobierno de Ricardo Lagos y el primero de Michelle Bachelet.
En 2007 ésta lo nombró comisionado general de Chile para la Exposición Universal de Shanghái de 2010.
En 2010 el presidente Sebastián Piñera lo designó embajador en China, cargo que si bien inicialmente aceptó, no llegó a asumir por razones "personales".
Comunicó oficialmente su salida de la entidad gremial en el directorio correspondiente a diciembre de 2010. Esta decisión se materializó a fines de abril del año siguiente, siendo electo en su reemplazo el también empresario Jorge Awad.
En abril de 2012 ingresó como director independiente a la Bolsa de Comercio de Santiago.